# Arniocera albiguttata
Arniocera albiguttata är en fjärilsart som beskrevs av Talbot 1928. Arniocera albiguttata ingår i släktet Arniocera och familjen Thyrididae. Inga underarter finns listade i Catalogue of Life.